# 赤蛙科
是無尾目的一個科，其下的蛙類分布於世界各地，除南极洲外，其他各洲皆有分布。
赤蛙科具有平滑、潮湿的皮肤，肢大而且有力，後足趾間蹼發達。腰部纖細。骨質胸骨。水平瞳孔，日行性動物。世界上最大的蛙巨谐蛙（Conraua goliath）曾属此科，現獨立出來成為單獨一個諧蛙科（Conrauidae）。
赤蛙科很多种类生活在水中，或靠近水的地方。多数种类将卵产在水中，经历蝌蚪阶段。

## 描述
本科成員擁有強健的後肢，四肢具蹼。幼生期為水生蝌蚪期，成蛙則一般可以水陸兩棲。

## 系統分類學
本科的分類目前仍有爭議，目前學界傾向將其下的亞科提升為獨立科別。

## 分布
本科成員分布相當廣泛，除南极洲外，其餘各大洲皆有分布。分布區域包含北美洲、南美洲北部、歐洲、非洲（包含馬達加斯加）、亞洲。澳洲僅有一種澳洲木蛙（Papurana daemeli）分布於澳大利亞北部。

## 分類
目前蛙屬共分24屬，本列表參考自amphibiaweb：
- Abavorana Oliver, Prendini, Kraus & Raxworthy, 2015
- Amnirana Dubois, 1992
- 瀑蛙属 Amolops Cope, 1865
- 坳蛙属 Aubria Boulenger, 1917
- 拇棘蛙屬 Babinia Racheboeuf & Branisa, 1985
- Chalcorana Dubois, 1992
- Clinotarsus（英语：Clinotarsus） Mivart, 1869
- 腺蛙屬 Glandirana Fei, Ye & Huang, 1990
- 胡蛙属 Huia Yang, 1991
- Humerana Dubois, 1992
- Hydrophylax Raf.
- 水蛙屬 Hylarana Tschudi, 1838
- Indosylvirana
- Meristogenys Yang, 1991
- 臭蛙屬 Odorrana Fei, Ye & Huang, 1990
- Papurana Dubois, 1992
- 側褶蛙屬 Pelophylax Fitzinger, 1843
- Pterorana Kiyasetuo & Khare, 1986
- Pulchrana Dubois, 1992
- 赤蛙屬 Rana Linnaeus, 1758
- Sanguirana Dubois, 1992
- 湍蛙属 Staurois Cope, 1865
- 蘇門答臘蛙屬 Sumaterana Smart, Hertwig, Smith, Iskandar, and Haas, 2018
- 肱腺蛙属 Sylvirana Dubois, 1992

## 外部連結
- . ITIS.
- Ranidae 赤蛙科| 台灣生物多樣性資訊入口網 （页面存档备份，存于）